# Fonetica limbii japoneze
Acest articol discută separat fonetica limbii japoneze. Pentru date mai generale despre limba japoneză cititorul este îndrumat să citească articolul respectiv.
Cuvintele japoneze se compun din silabe scurte, numite more (singular moră), formate din o consoană urmată de o vocală, ca în exemplele Hiroshima hi-ro-shi-ma, Nagasaki na-ga-sa-ki. La această regulă generală există câteva excepții:
- Uneori consoana lipsește, deci mora se reduce la o vocală simplă. Exemplu: ai a-i („dragoste”) care se pronunță ca un hiat (în două silabe), nu ca un diftong.

- Rolul de consoană poate fi jucat și de semivocalele y și w. Exemple: yama ya-ma („munte”), watashi wa-ta-shi („eu”).

- O moră aparte este consoana nazală n, care nu are nevoie de o vocală pentru a forma o silabă. Exemplu: hon ho-n („carte”).

- Uneori înaintea unei consoane se face o pauză, egală în durată cu o moră, timp în care nu se emite nici un sunet. Fenomenul este prezent de exemplu și în limba italiană, unde se marchează în scris prin litere duble, ca în ho detto („am zis”). Exemplu în japoneză: mikka mi-_-ka („trei zile”).

- Între consoana și vocala unei more normale se poate intercala semivocala y. Exemple: kyaku kya-ku („client”), atsuryoku a-tsu-ryo-ku („presiune”).

- Prin alungirea vocalei se poate obține o moră dublă. Acesta este cazul multor cuvinte preluate din limba chineză cu o pronunție care o aproximează pe cea originală. Exemplu: tōkyō to-o-kyo-o (capitala Tokio; alungirea lui o se scrie ca o moră separată). Transliterarea corectă a cuvintelor japoneze în caractere latine trebuie să marcheze această alungire, care este esențială pentru păstrarea informației despre pronunție; marcarea lungimii se face fie prin dublarea vocalei respective (Tookyoo), fie așa cum se practică în limba japoneză în hiragana (unde prelungirea lui o se scrie ca u, iar prelungirea lui e se scrie ca i), caz în care Tokio devine Toukyou, fie prin plasarea unei bare deasupra vocalelor alungite: Tōkyō. Ultima variantă este preferată în cele mai multe cazuri.

Fiecare moră durează în pronunție aproximativ același interval de timp, ceea ce a adus limbii japoneze epitetul de limbă metronomică. În exemplele de mai sus segmentele unite prin cratime reprezintă câte o moră; în scrierea fonetică japoneză (hiragana, katakana) fiecare moră se scrie printr-un singur caracter, care e perceput ca indivizibil de vorbitorii japonezi nativi. Excepție face situația când mora se modifică prin intercalarea semivocalei y, caz în care se folosesc două caractere, din care al doilea de dimensiuni mai mici.

## Fonemele limbii japoneze
Deși mora este o unitate indivizibilă lexical, este utilă descrierea din punct de vedere fonetic a componentelor ei: vocalele, consoanele, semivocalele, elementul nazal n și dublarea consonantică.
Vocale: În limba japoneză există cinci vocale, foarte asemănătoare cu cele din limba română sau limba italiană. Acestea sunt (în ordine): a, i, u, e, o. Ele sunt practic identice cu echivalentele lor din limba română, mai puțin u, care este nerotunjit, undeva între î românesc și ü german.
Consoanele sunt și ele relativ puțin numeroase. Inventarul lor se compune din: k, g, s, z, t, d, n, h, b, p, m, și r. Se observă lipsa consoanelor l și v. Trebuie făcute totuși următoarele observații:
- s urmat de i se pronunță aproximativ ca ș românesc, și de aceea în litere latine se transcrie shi, de exemplu Shikoku (una din insulele arhipelagului nipon). Pentru vorbitorii japonezi nativi pronunția lui si (din Sibiu) din alte limbi pune probleme. Similar, succesiunea z-i devine ji ca în jikan (timp).

- t urmat de i se pronunță aproximativ ca primul sunet din cuvântul românesc cireșe. Transcrierea în caractere latine recurge la forma chi: Chiba (oraș la est de Tokio). Cuvintele străine care conțin grupul de sunete ti nu pun totuși probleme japonezilor; există cuvinte străine naturalizate în japoneză care conțin această combinație, ca de exemplu pātī, pronunțat pa-a-ti-i (petrecere, din engl. party); totuși pronunția ti este percepută ca o situație anormală. Similar, d-i devine ji cu o pronunție indiscernabilă de cazul lui ji provenit din z-i. Pronunția di este posibilă și apare în cuvinte împrumutate.

- t urmat de u se pronunță aproximativ ca ț românesc din țuică, și se transcrie tsu, de exemplu Tsukuba (un oraș nou creat, cu bogată activitate de cercetare). Pronunția lui tu ca atare nu pune probleme vorbitorilor nativi. Similar, d-u devine zu.

- h urmat de u se apropie în pronunție de f, dar rămâne undeva la mijloc, și se pronunță nu ca în limba română prin apropierea dinților inferiori de buza superioară, ci prin rotunjirea buzelor, ca pentru a stinge o lumânare. Totuși, pentru a marca această diferență de sunet transcrierea in litere latine se face prin fu, de exemplu Fuji-san („muntele Fuji”).

- În mora ni sunetul n este ceva mai moale, asemănător cu ñ din limba spaniolă. Diferența este totuși minoră.

- Sunetul r din japoneză este undeva între r și l din română. Este obținut printr-o asemenea mișcare a limbii încât aceasta atinge creasta alveolară o singură data, ceva mai moale decât pentru r și ceva mai repede decât pentru l. Pentru japonezi pronunția unui rrr repetat este dificilă. De asemenea, în mod natural ei nu disting diferența dintre consoanele românești (sau englezești) r și l.

- Semivocalele y și w pot începe o moră, dar numărul de more care se pot produce astfel este mai mic decât numărul de combinații posibile teoretic. Există trei more cu y, anume ya, yu și yo, și două more cu w: wa și wo (deși ultima se pronunță simplu o). Alte combinații au dispărut din limba japoneză modernă.

- Elementul nazal n reprezintă un caz aparte de consoană care singură poate juca rolul unei more. El nu poate apărea la începutul cuvântului. Când este urmat de b, p sau m pronunția lui se schimbă în mod natural în m, ca de exemplu în shinbun (ziar), pronunțat șimbun. Dacă mora următoare începe cu o vocală sau semivocală trebuie evitată tendința de a contopi n cu aceasta, de exemplu ren’ai (iubire) se pronunță ren-ai (prin nazalizarea lui e) și nu re-nai.

- Geminația (dublarea consonantică) se manifestă prin alungirea timpului de așteptare până la emisia consoanei următoare. De exemplu, în cazul cuvântului motto („mai mult”), după pronunția lui mo cavitatea orală se pregătește pentru producerea consoanei t și se menține în această poziție, fără să producă vreun sunet (fluxul de aer este blocat), pe o durată egală cu o moră. După această pauză se emite silaba to. În cazul particular când consoana în cauză este s, datorită caracterului ei fricativ, emisia consoanei începe de pe timpul pauzei, de exemplu sassoku („imediat”). Același fenomen se petrece în cazul lui h (sau f), dar în această categorie intră doar cuvinte împrumutate din alte limbi, ca de exemplu bahha (Bach, compozitorul) sau sutaffu (colectiv sau membru al unui colectiv, din engl. staff).

## Accentul
Accentul în limba japoneză se manifestă prin schimbarea înălțimii sunetului de la o moră la alta. Prin comparație, în limba română accentul este marcat prin pronunțarea mai puternică (și, discutabil, alungită) a unei anumite silabe din cuvânt, existând de exemplu perechi de cuvinte cu sensuri neînrudite care diferă numai prin acest accent (ca véselă și vesélă). Alte limbi, numite limbi tonale, asociază fiecărei silabe o anumită "melodie", care schimbată poate duce la modificarea înțelesului. Surprinzător pentru noi, cele mai multe limbi de pe glob sunt tonale, cu excepția notabilă a limbilor indo-europene.
Accentul are în limba japoneză are un rol semantic secundar, existând puține situații în care schimbarea accentului produce modificarea sensului. În plus, multele dialecte japoneze prezintă diferențe mari în ceea ce privește tipul, poziția și amplitudinea accentului.
Tehnic vorbind, perceptual există două niveluri posibile ale înălțimii sunetului unei more (în dialectul standard și în majoritatea celorlalte). Mai mult, un cuvânt nu poate avea orice combinație de înălțimi. Există numai situațiile următoare: dacă prima moră este sus (la frecvența sonoră mai înaltă) atunci toate morele următoare din cuvânt trebuie sa fie jos. Dacă prima moră e jos atunci a doua este obligatoriu sus; următoarele more pot rămâne sus sau pot cădea, dar o data căzut accentul el nu mai poate urca în același cuvânt. Importantă este poziția la care accentul face tranziția sus-jos, în funcție de aceasta putându-se preciza în mod unic înălțimea fiecărei more. Mora de dinaintea căderii accentului se numește "accentuată". Există cuvinte care nu au accent, în sensul că înălțimea sunetului nu cade nici în interiorul cuvântului și nici la terminarea acestuia.
În exemplele următoare înălțimea ridicată este indicată prin majuscule, cea joasă prin minuscule. Toate cuvintele listate au trei more; cuvintele de trei more nu pot avea altă structură a accentului decât cele exemplificate aici.
| Poziția căderii | Cuvîntul singur | Cuvîntul cu particulă | Înțeles |
| --------------- | --------------- | --------------------- | ------- |
| 1               | MI-do-ri        | MI-do-ri ga           | verde   |
| 2               | i-TO-ko         | i-TO-ko ga            | văr     |
| 3               | ka-TA-NA        | ka-TA-NA ga           | sabie   |
| -               | ko-DO-MO        | ko-DO-MO GA           | copil   |

Se observă că uneori (când ultima moră a cuvântului este sus) structura de accente devine clară numai prin adăugarea unei particule după cuvânt (în cazul de mai sus particula ga, a subiectului), care testează dacă după terminarea cuvântului accentul cade sau rămâne sus.